# MZ-80
MZ-80（エムゼットはちまる）は、シャープのMZシリーズに属する1978年に発売された8ビットパーソナルコンピューターのシリーズであり、後にシャープはパソコン御三家といわれる様になる。本稿ではMZ-80Kにはじまり、シャープ部品事業部の設計したMZ-80Bまでを記述する。

## 概要
同社部品事業部の設計したMZを冠するハードウェアにはこれよりも前にMZ-40Kが存在するが、MZ-80Kはその後のMZシリーズの実質的な元祖にあたる。「オールインワン設計」「クリーン設計」等の特徴的な設計や、アルゴ船などのトレードマークなどもこのシリーズから見られるようになった。事業部の再編により商品の命名規則が変化したことから、MZ-80シリーズは実質二つの設計にとどまり情報システム事業部へ事業は引き継がれた。

## MZ-80K系機種

### 概要

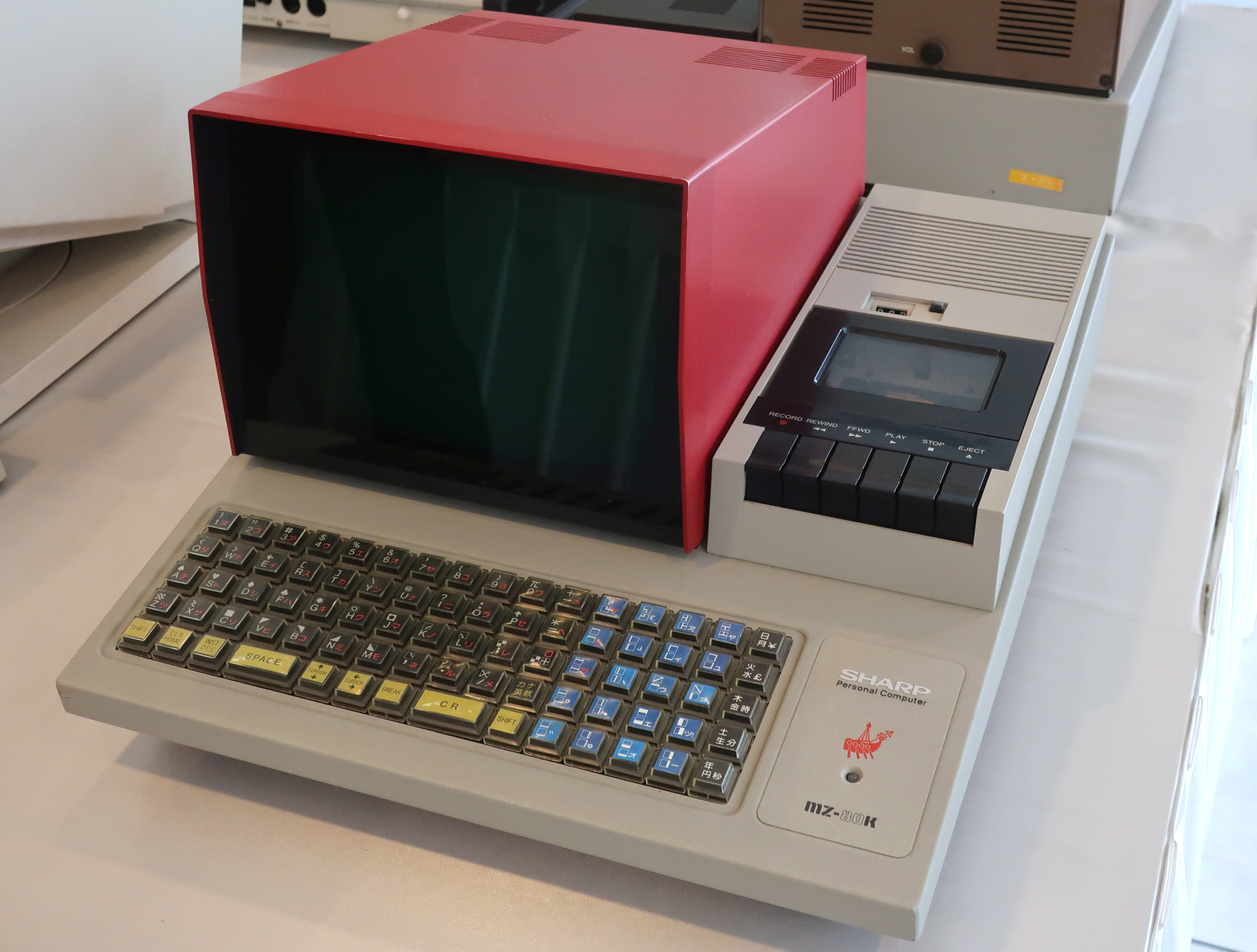
MZ-80K

日本発のパーソナルコンピュータである。ほぼ同時期、日立よりベーシックマスターが発売されているが、こちらはパーソナルコンピューターではなくマイクロコンピューターという名称で発売されている(正式名称は『日立マイクロコンピュターベーシックマスター』である)。パーソナルコンピューターとしてのMZシリーズの実質的な元祖に当たる。その基本設計はMZ-1200までほぼ同一であり、同系列の機種では同じソフトウェアを無変更に動作させることが可能であった。基本設計はPET2001の影響を強く受けており、CPUこそ違うものの、外観、キー配列、ブロックダイアグラム、メモリーマップドI/Oの利用、テキスト画面によるセミグラフィックス、BASICの命令セット等にその影を見ることができる。 内蔵機器はメモリー空間、拡張機器はI/O空間に接続されるように構成されている。
特徴であるクリーン設計は本来システムプログラム全体をROMで実装することに対するコスト的なリスクの回避を目的とした苦肉の策であり、コマンドこそ6種しか用意されていないモニターにも実際には文字表示、音の発声、データレコーダーに対する入出力などローレベルな処理が多数書き込まれており、起動に最低限必要な処理のみが存在しているわけではない。シンプルで素直な構成の本機は、DMAの割り込みウェイト等によって処理を遅延させられていた同時期の競合製品であるPC-8001と比較し、CPUのクロック周波数こそ半分であるものの、実動作速度についてはほぼ等価の速度であった他、単音でこそあるものの8253を経由しスピーカーから任意の音程を発声させる命令も予め用意されていた。
当初はセミキットとして発売され、後にそれをベースとした完成品やキーボードの異なるバリエーションも販売されている。 テキストVRAMにはキャラクターコードではなくディスプレイコードを書き込むことによって表示が行われ、その配列は00に空白、01から、アルファベット、数字、記号等が並び、0x40h毎にそのキーボードに対応する各々のモードのキャラクターが配置されるという特殊なものである。また、豊富なグラフィックキャラクター群を持つ反面、キャラクターセットにあるアルファベットは大文字のみである。内蔵データレコーダーは手動式でこそあるものの、専用に設計された周辺回路の力もあって1,200Baudと当時の平均的な競合製品よりも高速であるほか、信頼性も高いものとなっていた。制御はソフトウェアによってタイミングを取り8255を直接制御しPWMの波形を生成して記録しているため、ソフトウェア的な制御の変更によって転送速度を変化させることも可能である。キーボードは多くの機種がマトリクス配列を採用し、MZ-80C、MZ-80A、MZ-1200等のみがタイプライター配列のキーボードを標準装備している。それ以外の機種についてはMZ-80K2用のオプションとしてMZ-80TKという製品が出ており、換装する事でタイプライター配列にすることも可能であった。
2002年10月22日には液晶ガラス基板上にZ80を形成し、MZ-80KのCPUを置換して動作させることでシステム液晶のデモンストレーションが行われた。
2017年5月、PasocomMini MZ-80Cとして、Raspberry PiA+にエミュレーターを書き込み、内蔵したミニチュアモデルが発表された。

### ハードウェア

#### 基本仕様
- CPU: Z80 2MHz
- RAM:
  - メイン 最大48KiB。
  - テキストVRAM1KB
- ROM:
  - CGROM 2KB
    - 各種キャラクターパターンが格納されている。

  - モニタ 4KB
    - 初期のシステムのモニタコマンドは5種で、システムを読み込むLOADコマンド、FDDから起動するためのFDコマンド[注 4]、キー入力のクリック音を発生させるSGコマンドと、それを停止するSSコマンド、メモリ上のアドレスをコールするGOTOコマンドのみである。ROMには、ローレベルな入出力をサポートするルーチンが書き込まれており、文字列の表示、音の出力、テープへの入出力をサポートしている。
- 音源
  - 8253の矩形波出力モードを利用した単音。通常は周期を指定して鳴らすが、CPUが直接トリガを掛け制御することも可能である。
  - 内蔵スピーカー出力は最大500mW
- 表示能力
  - 内蔵モノクロディスプレイによる、横40桁×縦25行の1000文字表示。
  - 1キャラクタは8×8ピクセルで構成されている。
  - 1キャラクタを4分割した2×2ピクセルのパターンがあるため、80×50ピクセルのビットマップとして利用することも可能。
- 電源 AC 100V ±10％ 50/60Hz 消費電力 20W
- 使用条件 温度/使用時 0℃ 〜 35℃、湿度/使用時 85％以下
- 外形寸法・重量
  - 外形寸法 幅410×奥行470×高さ270(mm)重量 約15kg

### MZ-80K
1978年12月出荷。メインメモリに20KiBのRAM搭載。オールインワン筐体・キーボード未組立のセミキットとして発売された初代となる機種。標準価格は198,000円。ほぼ同時期、1978年9月に日立よりベーシックマスターが発売されたがあまり人気がなく、MZ-80Kは市場占有率は50％と，2位以下を大幅に引き離し快走を続けた。MZ-80KはMZ-40Kに引き続き、部品事業部がその需要を創出するために製作した機種である。社内には別にコンピュータを扱う部署があり、社内での摩擦を防ぐ意味合いでMZ-80Kは技術者用のトレーニングキットとして、セミキットの形で販売された。当初はMZ-40Kの様にフルキットのような広告が行われていたが、実際の量産、販売品は、キーボードのみに半田付けを要するセミキットになっている。CPUクロックを向上させる倍速基板や、CP/M等を動作させるための先頭アドレスをメモリ後半と入れ替える回路等のハードウェアに直接手を入れるような周辺機器も各店舗や、メーカー等からリリースされた。キーボードは角型のスイッチを碁盤の目状に並べたマトリクス配列となっており、稀にキー入力の取りこぼしが発生することもあった。初期の設計ではCRTCが調停処理を行わないため、テキストVRAMへのアクセスのタイミングによっては画面が乱れた。回避するためにはプログラム側で監視、制御を行う必要があり、画面全体を乱れずにスクロールするようブロック転送するには三度に分割して転送する必要があった。
2015年9月1日に重要科学技術史資料（未来技術遺産）の第00204号として、登録された。

#### 試作機
マイコン博士MZ-40Kの購入者は愛用者ハガキを返送すると「シャープマイコン博士MZ-40Kマイコン情報」と書かれた小冊子が送られてきた。最後のページに新製品紹介コーナーがあり「Z-80CPU使用。BASIC言語の本格的ホビーコンピューター　Z80(型名MZ-80K)、製品概要　本機Z80(ジー・エイティー)は12K、BASIC言語を使用する本格的なコンピューターです」と読み方まで書かれていた。1978年9月に発行された最初期のパンフレットでは試作機の写真と仕様が掲載されており、その基板には、製品版より多くのEP-ROMが実装されている反面、RAMのパターンが減っており、本体写真の起動画面には、フリーエリアが6637Byteであること、BASICがSP5000Bであることが見て取れる。これらのハードウェア的な特徴と、当時のパーツからも当初の設計ではROM-BASIC機種であったと考えられ、商品名は、「マイコン博士Z80」と記述されている。本体デザインは、電源ボタンが前面向かって右手前に配置されていたが、「押しやすいところに置いてはいけない」との指摘に基づき製品では背面に移動され、電源ボタンのそばには、SHARPのロゴとともにHOBBY COMPUTERの印刷がされている。このカタログにおいては、まだアルゴー船やクリーン設計、クリーンコンピュータの記述は無く、BASICのサイズを12Kとうたっている。また、初期の量産機のカタログもこれをベースに修正されたものになっており、メイン基板や、筐体の一部が量産品とは異なる写真が掲載されている。

### MZ-80C
1979年発売。データレコーダー内蔵。基本設計はMZ-80Kと同じであるが、メインメモリとして48KiBのRAMを標準搭載し、キーボードもマトリクス配列ではなく、タイプライタと同じ配列のフルキーボードに変更された。グリーンモニターの採用等、MZ-80Kに比べ実装パーツは高価なものが使われていた。MZ-80Cのカタログからクリーンコンピュータの名称が登場する。組み立てキットではなく完成品として発売された。標準価格268,000円。

### MZ-80K2
1980年発売。MZ-80Cと同じく組み立てキットではないローエンド版の完成品として商品化された製品。ソフトウェアから見た場合はMZ-80Kとほぼ等価であるが、32KiBのRAMを標準搭載している他、CRT周りの色が淡い色になったこと、並びにキーボード周辺のデザインの変更、キーボードのキャップ表面が梨地加工され非光沢になるなどの変更点が存在する。標準価格198,000円。

### MZ-80K2E
1981年発売。クリーンコンピュータ10万台突破記念として発売された80K2の廉価版。32KiBのRAMを標準搭載。従来機種同様ソフトウェアは同じものが利用することが出来、外観上はCRT周りの色が緑、従来黒ベースだったキートップの配色が白ベースに変更、2色LEDが1色のLED二つに変更されている。CPUにICソケットを使用せず直接基板に半田付けされている事を含め、前述のLEDの変更など、パーツ、設計レベルのコストダウンが随所に見られる。標準価格148,000円。

### MZ-80A
1982年発売。24KiB RAMを標準搭載。海外で販売されたMZシリーズ。CRTCがサイクルスチールを行うようになり、データ転送のタイミングを見計らうことなくVRAMを書き換えても画面にノイズが表示されることが無くなった他、画面表示のネガポジの反転機能、従来改造によって実現されていたROM領域の別アドレスとの入れ替え等が機能として実装された。入力モードを示すLEDは省略され、画面上のカーソル形状が変化するようになっている。大きな相違点として、MZ-700等に近い1文字になったモニタコマンド、ハードウェアによるキャラクタ単位のスクロールサポートとそれに伴うVRAMの追加、MZ-80Bに近いレイアウトのキーボードやMZ-1U01に似た拡張ユニットMZ-80AEUの仕様によって拡張ボードの仕様がMZ-80Bと共通になっている事等が挙げられる。ハードウェアスクロールは表示開始アドレスをずらす事が可能になっており、二画面分の縦に繋がったテキストVRAMの内任意の行から25行表示するようになっている。キーボードは配列だけではなく、キートップも含め普通のタイプライタキーボードへと変更されている。

### MZ-1200
MZ-80Aを国内用にリファインしたもの。MZ-80Aで変更された部分が旧機種に近い仕様に戻されており、互換性が維持されるようになっている。MZ-80A同様VRAMは2KiB搭載されているが、有効なのは前半のみとなっている。発売時期には既に事業が移管されており、情報システム事業部が取り扱っているが、本体以外の命名規則はそのままであり、周辺機器は、部品事業部と同じ規則によって型番が割り振られている。日本の拡張ユニットにあわせ、カードエッジだった部分がコネクタに変更されているほかは、ほぼ基板はMZ-80Aの設計と同一であり、海外のみでリリースされた拡張パーツへ対応するための構造等が筐体に残されている。標準価格148,000円。

## ソフトウェア

### システムソフトウェア
型番としては以下のとおりであるが、実際には、同じ型番でも頻繁な改版が行われたものもあり、雑誌等アドレスを直接指定したバイナリパッチ等の情報は必ずしも利用可能な情報として共有することは出来なかった他、修正に伴いメモリ上の該当箇所の場所がずれる等、正式に公開されていない情報に基づくアドレスの直接コール等を原因として、版の違いによって動作しないアプリケーションが出ることもあった。 
- S-OS "MACE" 並びに "SWORD"
『Oh!MZ』に掲載され、主にZ80系CPUを使用したパーソナルコンピュータで共通のバイナリを動作させる試みの一つ。
キャラクタセットに小文字が無い、2Dディスク非対応、ユーザエリアの制限、拡張ワークエリア使用不可、40桁表示のみと、最も制限が大きく掛かっている。

## 周辺機器

### シャープ純正オプション
- MZ-80KR1 拡張RAM（16KB）  
純正拡張RAM。
- MZ-80P2 放電プリンター
- MZ-80P3 ドットインパクトプリンター
- MZ-80I/O インターフェースユニット
オプションの周辺機器を接続するためのI/Oユニット。I/Oカードを最大5枚接続可能。
- MZ-80FD フロッピーディスクドライブ（2ドライブ）
容量は片面140KB
- MZ-80FDK 増設用フロッピーディスクドライブ（2ドライブ）
- MZ-80SFD シングルフロッピーディスクドライブ
- MZ-80DU 14型カラーディスプレイユニット  
「インテリジェントカラーターミナル」MZ-80DUAと「カラーモニタ」MZ-80DUBで構成されており、MZ-80DUAはZ80を搭載し、プログラムを実行できる独立した端末である。
グラフィック解像度は256×192ドット8色、128×192ドット24色、128×192ドット8色8階調、256×192ドットモノクロ4階調のいずれかが使用可能。
キャラクターとの重ねあわせ表示が可能。キャラクターは1行42文字で上下左右に回転が可能。

## PasocomMini MZ-80C
2017年10月14日にハル研究所から発売された「PasocomMini」シリーズの一つ。筐体は青島文化教材社が、プログラム部分はスマイルブームが関わっている。
約四分の一のサイズで再現された樹脂筐体のミニチュアの中にシングルボードコンピュータとして独自のファームウェアを書き込んだRaspberry PiA+を搭載。SmileBASICと、そこから制御が行えるMZ-80エミュレータ並びに5本のゲームソフトが書き込まれている。

## MZ-80B

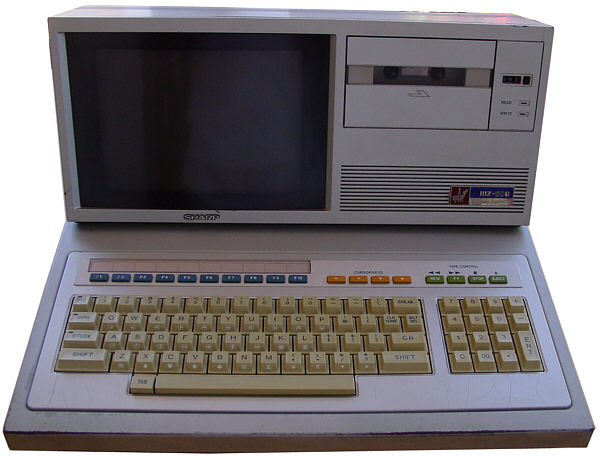
MZ-80B

### 概要
機種名のBは対外的にはビジネスの意味と言われているが、開発者達はBIGのBとして究極のMZを目指し開発に打ち込んだ機種である。
オールインワン設計クリーン設計を引き継ぎ、更に押し進めた形で実装された。CPUは4MHzに高速化され、テキスト画面は80カラム表示が可能になった。テキストVRAM、グラフィックスVRAMは、IPL部分はバンク切り替えで実装。64KBの空間全てをRAMとして利用可能にするとともに、ピクセル単位での表示もサポートした。グラフィックス機能自体はオプションであり、それらが無くとも作表できるように標準装備のキャラクタROMには罫線などの記号、反転したアルファベット等が定義され、従来ディスプレイコードを書き込んでいたテキストVRAMにはキャラクタコード(ASCIIコード）を書き込むことで該当するキャラクタが表示されるようになった。コントロールコードはBASICの標準機能では表示させることは出来ないが、カーソル移動、ホーム、クリアに関してはキャラクタが定義されており、VRAMへ該当コードを書き込むことで、文字列の引数として利用することは出来た。それ以外のコントロールコードに相当する部分のCG-ROMは未定義になっており、CG-ROMの入れ替えによりその場所にも任意のキャラクタを表示するような改造も行われた。
新規設計されたことにより従来機種との互換性は無く、ロードマップ上の後継機はMZ-2000であるが目立つ部分の仕様が変更されており、互換性はBASICプログラムに限られた。直系の互換性を持つ後継機はMZ-2500となる。グリーンモニタを採用し、本機での表示は緑と黒で表示されるが、MZ-2500でのMZ-80Bモード時のCRTへの表示は常時白黒で出力される。事業部の再編があったことから、これらMZ-80シリーズの開発者の手によるMZはMZ-80Bによって終焉したが、グラフィックスVRAMを予め搭載し電源部分の変更が行われたMZ-80B2が部署変更後も併売されている。

#### クリーン設計
MZ-80Kでは低レベルな入出力をサポートするルーチンがROMで組み込まれていたが、MZ-80Bでは更にそれを押し進め、本体にはIPLのみがROMとして搭載されている。従来の「モニタ」もまた、MZ-80BではIPLから読み込まれ、0番地に転送される。
IPLは拡張ボード上のROMと、FDD、内蔵データレコーダをサポートし、FDD、内蔵データレコーダの順番に起動可能なデバイスを探し、起動できるものを検出できない場合は起動デバイスを選択するメニューが表示される。拡張ボード上のROMについては、"/"を押下しながら電源を入れるかリセットすることによって起動可能になっている。拡張ボードROMからの起動については本体マニュアルなどには表記は無く、標準添付の資料からはIPL-ROMのソースコードから読み取れるようになっているのみである。IPL-ROMは、$8000以降に各デバイスから一旦データを読み込み後、バンク切り替えによってRAMになった先頭部分へ転送する。これらの仕組みから、初期ロードサイズは32KiBとなっているが、システムを含むメモリ空間64KiBはRAMにマッピングされることになる。

#### 電磁制御可能なデータレコーダ
従来機種では手動制御だったデータレコーダは、ソフトウェアからの制御が可能になっている。早送り、巻き戻し、デッキオープン、民生機器で培った頭出し等が可能になっており、システムプログラム読み込み後に自動的に巻き戻されるほか、頭出しによって任意のデータを探すことが可能になり、これはBASICでもサポートされた。また、データレコーダの速度も2,000Baudに高速化された。データレコーダの周辺回路の設計は2,000Baudでチューニングされており、高速化には強いものの低速化をした場合はエラーレートは高くなる。このデータレコーダは後継機に引き継がれたほか、他の事業部から発売されたX1でも転送速度を2,700Baudに高速化され内蔵デバイスとして標準装備されている。

#### グラフィックス表示のサポート
従来機種ではテキスト画面のキャラクタを配置することによるセミグラフィックスだった画面は、オプションの増設によって320×200ピクセルのグラフィックス画面を最大2プレーン利用できるようになった。アイ・オー・データ機器から、カラーパレットを割り当てることによるカラー表示装置も発売され、Hu-BASIC2.0で利用可能になっている。2プレーン目は拡張スロットに増設後、ケーブルを1プレーン目のボードに接続する必要があり、実際にはその価格やモノクロだったこともあり、2プレーンを利用するアプリケーションはあまり見られず純正BASICでも、初期化時に、2プレーン目の初期化はされていない。

#### 海外展開
MZ-80Bもまた、海外で販売されていた。ただし、国内版と異なりメインメモリは32KBで出荷され、残りはオプションであった。また、カタカナのフォントがCG-ROMに無く、ネガポジ反転したアルファベットがかきこまれている。

### ハードウェア

#### モデルラインナップ
- MZ-80B - 1981年発売[15]。64KBオールRAM構成。標準価格278,000円。
- MZ-80B2 - 1982年発売。ソフトウェアから見た場合は、部品事業部のMZ-80BにグラフィックRAMを1プレーン分標準実装した程度の違いしかない。電源の変更、エンブレムの型番以外にはハードウェア的な変更も見られない。事業部変更後、唯一前の命名規則で販売されている。標準価格278,000円。

#### 基本仕様
- CPU: Z-80A 4MHz
- RAM:
  - メイン 64KB(海外仕様では32KB)
  - テキストVRAM 4KB
- ROM:
  - CGROM 2KB

各種キャラクタパターンが格納されている。
  - IPL 2KB
- サウンド出力 400mW最大

PWM出力で該当I/OポートのHとLがスピーカー出力のH、Lに相当し、ソフトウェア的に音量を調整する機能を持たない。全体の音量は、背面の「音声ボリウム」によってハードウェア的に音量を無段階調整する。他機種のBeepが、ポート制御によって「鳴る」のに対し、この機種では状態を制御するため、特定の周波数に限らず「鳴らしっぱなし」の状態をハードウェアで作ることができない。タイマ割り込みを持たず、出力はCPUからの直接制御であるため、他の演算処理をしながら同時にサウンドを鳴らすことはハードウェア的には不可能である。出力ポートも1ポートとなるが、ソフトウェア的に音程の精度を犠牲にし、クロック数によるウェイト計算と時分割処理により三重和音、エンベロープ、ビブラートを実装している物や、PWM変調や、1ビットサンプリングによる音声合成をするソフトウェアが存在する。BGMとしての利用を行う場合は、各々の処理の合間に発声モジュールを呼び擬似的に処理することになる。
- 表示能力
  - キャラクタ

8×8ドットマトリクス、1,000文字（40桁×25行）/ 2,000文字（80桁×25行）、2モードソフト切換。
  - グラフィック。

オプションのMZ-8BG増設時には、320×200ドット、1プレーン。MZ-8BGKを増設することによってモノクロで最大2プレーンのグラフィックスと、テキスト画面の合成表示を行うことが出来る。
- 電源 AC 100V ±10％ 50/60Hz 消費電力 65W
- 使用条件 温度/使用時 0℃ 〜 35℃、湿度/使用時 85％以下
- 外形寸法・重量
- 外形寸法 幅450mm×奥行520mm×高さ270mm
- 重量 約16kg

## その他
元ライブドア代表の堀江貴文氏は最初に触ったのはMZ-80Kであると述べている。
光栄創業者の襟川陽一は、TK-80を組み立てているのを見た妻の襟川恵子からプレゼントされたMZ-80Cでゲーム開発を始めた。このMZ-80Cはコーエーに保管されている。